# Cheryl Holdridge

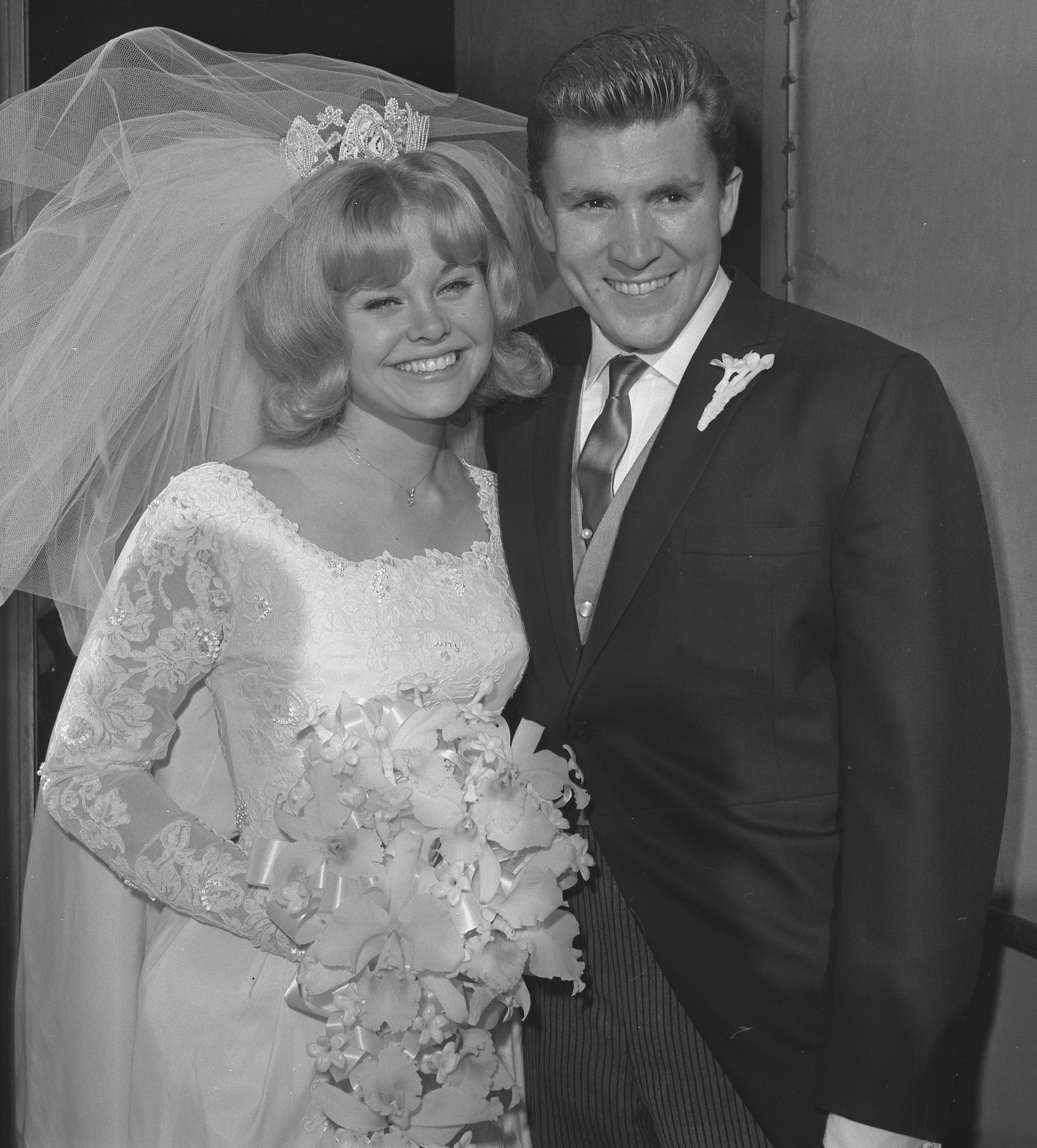
Cheryl Holdridge mit ihrem Ehemann Lance Reventlow (1964)

Cheryl Holdridge (* 20. Juni 1944 in New Orleans, Louisiana; † 6. Januar 2009 in Santa Monica, Kalifornien; eigentlich  Cheryl Lynn Phelps) war eine US-amerikanische Schauspielerin.

## Leben
Holdridge trat bereits mit neun Jahren als Ballett-Tänzerin in Los Angeles auf. 1956 hatte sie ihren ersten Filmauftritt in Karussell als Statistin. Im selben Jahr wurde sie als Tänzerin für den Mickey Mouse Club engagiert, wo sie in den nächsten zwei Jahren regelmäßig zu sehen war. Sie trat bis Mitte der 1960er-Jahre als Gaststar in verschiedenen Fernsehserien auf und erreichte so beim US-Fernsehpublikum einen gewissen Bekanntheitsgrad.
Nach ihrer Heirat mit dem Formel-1-Rennfahrer Lance Reventlow im Jahr 1964 zog sich Holdridge komplett aus dem Showgeschäft zurück. Reventlow war das einzige Kind von Barbara Hutton, einer der reichsten Frauen der Welt. Bis zu seinem Tod bei einem Flugzeugunfall 1972 war sie mit ihm verheiratet. Insgesamt war Holdridge dreimal verheiratet, zuletzt von 1994 bis zu dessen Tod mit Manning J. Post (1918–2000), Berater und Fundraiser der Demokratischen Partei. Zuletzt kam sie 2000 mit einer Rolle in Die Flintstones in Viva Rock Vegas zum Filmgeschäft zurück. Holdridge starb im Januar 2009 im Alter von 64 Jahren an Lungenkrebs.

## Filmografie (Auswahl)
- 1956: Karussell (Carousel)
- 1956–1958: Mickey Mouse Club (Fernsehserie, regelmäßiger Auftritt)
- 1958: Annette (Walt Disney Presents: Annette, Fernsehserie, 3 Folgen)
- 1959: Die Sommerinsel (A Summer Place)
- 1959–1961: Bachelor Father (Fernsehserie, 4 Folgen)
- 1959–1963: Erwachsen müßte man sein (Leave It to Beaver, Fernsehserie, 8 Folgen)
- 1960–1964: Meine drei Söhne (My Three Sons, Fernsehserie, 3 Folgen)
- 1961–1962: The Adventures of Ozzie & Harriet (Fernsehserie, 4 Folgen)
- 1962: Westlich von Santa Fé (The Rifleman, Fernsehserie, Folge 4x19)
- 1962: Dennis, Geschichten eines Lausbuben (Dennis the Menace, Fernsehserie, Folge 3x32)
- 1963: Hawaiian Eye (Fernsehserie, Folge 4x12)
- 1963: 77 Sunset Strip (Fernsehserie, Folge 5x30)
- 1963: Sprung aus den Wolken (Ripcord, Fernsehserie, Folge 2x14)
- 1964: The Dick Van Dyke Show (Fernsehserie, Folge 3x14)
- 1964: Dr. Kildare (Fernsehserie, Folge 3x26)
- 1964: Verliebt in eine Hexe (Bewitched, Fernsehserie, Folge 1x09)
- 1985/1987: Mein lieber Biber (The New Leave It to Beaver, Fernsehserie, 2 Folgen)
- 2000: Die Flintstones in Viva Rock Vegas (The Flintstones in Viva Rock Vegas)